# ديلان كير
ديلان كير (بالإنجليزية: Dylan Kerr)‏ (14 يناير 1967 بفاليتا في مالطا - ) هو لاعب كرة قدم بريطاني في مركز الدفاع. لعب مع شيفيلد وينزداي وليدز يونايتد ونادي بلاكبول ونادي دونكاستر روفرز ونادي ريدنغ ونادي كيلمارنوك وهاميلتون أكاديميكال ونادي ستيرلينغشير الشرقية ونادي غيتزهد ونادي كيدرمينستر هاريرز لكرة القدم ونادي كارلايل يونايتد ونادي هاروجيت تاون ونادي سلاو تاون ونادي إكزتر سيتي وKilwinning Rangers F.C. ‏ ونادي غرينوك مورتون.

## وصلات خارجية
- ديلان كير على موقع قاعدة بيانات كرة القدم.إي يو (الإنجليزية)
- ديلان كير على موقع Soccerbase.com (لاعب) (الإنجليزية)
- ديلان كير على موقع عالم كرة القدم.نت (الإنجليزية)